# All-Pro
All-Pro è il termine maggiormente usato nella National Football League (NFL) per designare i migliori di ogni ruolo durante la stagione. L'usanza prese piede agli inizio degli anni venti sotto forma di sondaggio tra i giornalisti che si occupavano di sport. È inoltre presentata una seconda squadra di All-Pro ad indicare i secondi migliori giocatori dell'annata in ogni posizione, con le due squadre denominate rispettivamente First-team e Second-team.

## L'All-Pro Team dell'Associated Press
La squadra di All-Pro della NFL votata dall'Associated Press è la selezione dei migliori giocatori della stagione della National Football League per posizione scelto tra un gruppo di media nazionali tra i membri dell'agenzia di stampa. Diversamente dalla selezione per il Pro Bowl (all star game), i voti per i giocatori comprendono sia gli atleti dell'American Football Conference (AFC) che della National Football Conference (NFC). L'Associated Press NFL All-Pro Team è il più longevo programma di selezioni di questo tipo esistente.

## L'All-NFL Team della Pro Football Writers of America
La Pro Football Writers of America (PFWA), associazione di giornalisti statunitensi che seguono la NFL, dal 1966 pubblica il suo All-NFL Team. Inoltre dal 1992 presenta anche una squadra dei migliori giocatori della American Football Conference, l'All-AFC Team, e una della National Football Conference, l'All-NFC Team. Mentre dal 1974 vota anche la squadra dei migliori esordienti della stagione, l'All-Rookie Team.

## The Sporting News
La rivista The Sporting News pubblicava le squadre dei migliori giocatori per ogni Conference all'inizio degli anni cinquanta. Nel 1980, iniziò a scegliere una squadra di All-Pro, piuttosto di una squadra per ogni conference. Da quando le sue squadre sono pubblicate in "Total Football: The Official Encyclopedia of the NFL", sono riconosciute dalla NFL e dalla Pro Football Hall of Fame.

## The Players' All-Pro Team della NFLPA
Dalla stagione 2022 la NFL Players Association (NFLPA), ossia l'associazione dei giocatori della NFL, presenta la sua squadra dei migliori giocatori dell'annata, chiamata Players' All-Pro Team. Mentre le altre squadre All-Pro sono votate da giornalisti, analisti e opinionisti, quella della NFLPA viene scelta direttamente dai giocatori in attività nella lega. In particolare, ogni giocatore indica chi ritiene il miglior giocatore nel suo stesso ruolo e quelli nei ruoli che ha contro in campo: così ad esempio un wide receiver vota anche per il miglior difensore che lo marca in campo, come un cornerback e una safety. Non può però votare per se stesso e per i suoi compagni di squadra.